# Самервил (Индијана)
Самервил (енгл. Somerville) град је у америчкој савезној држави Индијана.

## Демографија
По попису из 2010. године број становника је 293, што је 19 (-6,1%) становника мање него 2000. године.
| Група             | 2000.       | 2010.       |
| Белци             | 309 (99,0%) | 284 (96,9%) |
| Афроамериканци    | 2 (0,6%)    | 1 (0,3%)    |
| Азијати           | 0 (0,0%)    | 0 (0,0%)    |
| Хиспаноамериканци | 1 (0,3%)    | 7 (2,4%)    |
| Укупно            | 312         | 293         |